# أغسطس دبليو. بيترز
أغسطس دبليو. بيترز (بالإنجليزية: Augustus W. Peters) هو محامي أمريكي، ولد في 10 يونيو 1844 في سانت جون في كندا، وتوفي في 29 ديسمبر 1898 في مانهاتن في الولايات المتحدة.